# Isomaltulóza
Isomaltulóza (komerční název Palatinose) je disacharid, který je zdrojem fruktózy a glukózy pro lidský organismus stejně jako sacharóza (t.j. řepný a třtinový cukr) a také se jako cukr v přírodě vyskytuje (např. v medu). Stejně jako sacharóza obsahuje jednu molekulu glukózy a jednu molekulu fruktózy (má tedy i stejný sumární vzorec), ale tyto dvě molekuly jsou spojené jiným typem vazby. Tato vazba se v lidském těle štěpí pomaleji oproti vazbě u sacharózy, což má za důsledek nižší glykemický index. Obsahuje ale stejně energie jako sacharóza (4 kcal/g). Isomaltulóza je poměrně stabilní v kyselém prostředí, což ji činí vhodnou pro slazení nápojů. Oproti sacharóze se po ní nekazí zuby. Isomaltulóza se vstřebává v tenkém střevě, je zhruba polovičně sladká v porovnání se sacharózou.

## Isomaltulóza v potravinách prodávaných v ČR
Isomaltulózu najdeme nejčastěji v přípravcích pro vytrvalostní sportovce.